# Thuyone
La thuyone (prononcé /ty.jɔn/) est une molécule présente dans l'absinthe et le Thuya (d'où il tire son nom).
Elle est très convulsivante et provoque des sensations de désinhibition et même, à fortes doses, des hallucinations.
Sa formule chimique est C10H16O, c'est une cétone monoterpénique. Elle possède deux formes stéréo-isomériques naturelles, l'α et la β thuyone.
L'isomère α thuyone est le plus toxique.
Les α et β thuyones sont toutes deux présentes dans l'armoise ainsi que dans l'absinthe (boisson interdite entre 1905 et 2005 en Belgique et en 1915 en France puis autorisée de nouveau en 1988, et autorisée en Suisse à partir de 2005). Leur concentration dans l'absinthe vendue depuis 2005 est limitée à 35 mg·L-1, ce qui est nettement inférieur au seuil au-delà duquel les effets évoqués ci-dessus se manifestent.
Le taux de thuyone dans l'huile essentielle d'absinthe est de l'ordre de 50 %, mais le pourcentage d'huile essentielle dans la plante elle-même est uniquement d'environ 0,6 %. L'essence de thuya contient surtout de l'α-thuyone alors que celle de la tanaisie ne contient que de la β-thuyone et celles d'absinthe et de sauge officinale contiennent un mélange de ces deux isomères,.

## Propriétés physico-chimiques
La thuyone possédant trois atomes de carbone asymétriques (ce qui exclut qu'elle possède par ailleurs des plans de symétrie) peut donc se décliner sous 23 = 8 formes stéréoisomères, réparties en quatre paires d'énantiomères dont seules deux sont naturelles :
- Énantiomères naturels :
  - α-thuyone
    - (+)-α-thuyone ou (1R,4S,5S)-1-isopropyl-4-méthylbicyclo[3.1.0]hexan-3-one, numéro CAS 
    - (–)-α-thuyone ou (1S,4R,5R)-1-isopropyl-4-methylbicyclo[3.1.0]hexan-3-one, numéro CAS 546-80-5

  - β-thuyone
    - (+)-β-thuyone ou (1S,4S,5R)-1-isopropyl-4-methylbicyclo[3.1.0]hexan-3-one, numéro CAS 471-15-8
    - (–)-β-thuyone ou (1R,4R,5S)-1-isopropyl-4-methylbicyclo[3.1.0]hexan-3-one, numéro CAS 33766-30-2

- Énantiomères synthétiques :
  - Paire 1
    - (1R,4R,5R)-1-isopropyl-4-methylbicyclo[3.1.0]hexan-3-one, numéro CAS 
    - (1S,4S,5S)-1-isopropyl-4-methylbicyclo[3.1.0]hexan-3-one, numéro CAS 

  - Paire 2
    - (1R,4S,5R)-1-isopropyl-4-methylbicyclo[3.1.0]hexan-3-one, numéro CAS 
    - (1S,4R,5S)-1-isopropyl-4-methylbicyclo[3.1.0]hexan-3-one, numéro CAS

α-(+)-thuyone
α-(–)-thuyone
β-(+)-thuyone
β-(–)-thuyone